# تودی (ایتالیا)
تودی (ایتالیا) (به ایتالیایی: Todi) یک کومونه در ایتالیا است که در استان پروجا واقع شده‌است.

## خصوصیات
تودی ۲۲۳ کیلومترمربع مساحت و ۱۷٬۰۱۶ نفر جمعیت دارد و ۴۱۰ متر بالاتر از سطح دریا واقع شده‌است.

## خواهرخوانده
شهرهای درو (فرانسه) و ملزونگن خواهرخوانده‌های تودی (ایتالیا) هستند.